# Dycusburg (Kentucky)
Dycusburg es una ciudad ubicada en el condado de Crittenden en el estado estadounidense de Kentucky. En el Censo de 2010 tenía una población de 26 habitantes y una densidad poblacional de 257,4 personas por km².

## Geografía
Dycusburg se encuentra ubicada en las coordenadas 37°9′37″N 88°11′5″O / 37.16028, -88.18472. Según la Oficina del Censo de los Estados Unidos, Dycusburg tiene una superficie total de 0.1 km², de la cual 0.1 km² corresponden a tierra firme y (0%) 0 km² es agua.

## Demografía
Según el censo de 2010, había 26 personas residiendo en Dycusburg. La densidad de población era de 257,4 hab./km². De los 26 habitantes, Dycusburg estaba compuesto por el 100% blancos, el 0% eran afroamericanos, el 0% eran amerindios, el 0% eran asiáticos, el 0% eran isleños del Pacífico, el 0% eran de otras razas y el 0% pertenecían a dos o más razas. Del total de la población el 0% eran hispanos o latinos de cualquier raza.